# Advent Rising
Advent Rising ist ein 2005 veröffentlichter Science-Fiction Third-Person-Shooter für Xbox und PC, der von GlyphX Games entwickelt und von Majesco veröffentlicht wurde. Für die Dialoge war Orson Scott Card zuständig und für die Musik Tommy Tallarico.

## Spielmechanik
Genreüblich schießt der Spieler in Advent Rising bzw. wirft Granaten. Er kann zwei unterschiedliche Waffen tragen. Neben den normalen Waffen stehen dem Spieler auch spezielle mystische Fähigkeiten zur Verfügung, die es ihm erlauben, Gegenstände und Gegner zu heben und durch die Luft zu schleudern. Die Stärke selbiger Fähigkeiten nimmt im Verlauf des Spiels zu. Es ist dem Spieler außerdem möglich, mit einer Ausweichaktion gegnerischem Feuer auszuweichen, das Anwenden dieser Aktion sorgt dafür, dass das Spiel kurz in eine Zeitlupe übergeht, ähnlich wie bei Max Payne. Gegner können mittels des zweiten Analogsticks anvisiert werden, dazu bewegt man den Stick kurz in Richtung des Gegners, der anvisiert werden soll.
Neben den normalen zu Abschnitten zu Fuß, bietet das Spiel auch Abschnitte, in denen man ein Geländefahrzeug steuert, sowie Abschnitte, in denen ein Raumschiff kontrolliert wird.
Der Ablauf des Spiels ist zwar allgemein linear gehalten, es gibt aber ein paar Situationen, in denen man eine Entscheidung treffen kann, die den weiteren Verlauf beeinflusst. Zu Anfang hat man die Wahl, ob man einen durchgedrehten Marine erschießt oder betäubt, was dann zu anderen Kommentaren führt, wenn man mit den Marinesoldaten gegen die „Seeker“ kämpft. Später, wenn man mit der Fluchtkapsel die Station verlässt, muss man sich zwischen seinem Bruder und seiner Verlobten entscheiden; die Wahl sorgt dafür, wer einen in den darauf folgenden Kapitel des Spiels begleitet.

## Handlung
Die Handlung dreht sich um Gideon Wyeth, der zusammen mit seinem Bruder Ethan Wyeth eine diplomatische Mission begleitet, die auf dem Weg ist, ersten Kontakt mit der außerirdischen Rasse der Aurelian zu machen. Dort angekommen erfahren sie von den Aurelian, dass die Menschheit von einer anderen Rasse, den Seekern, bedroht wird. Bevor jedoch Vorbereitungen getroffen werden können, tauchen die Seeker aus dem Hyperraum auf und beginnen ihren Angriff auf die im Orbit befindliche Raumstation und den darunter gelegenen Planeten Edumea. Gideon, der währenddessen auf dem Weg zurück zur Raumstation ist, wird zu einer Notlandung gezwungen und begibt sich nach kurzem Kampf auf der Raumstation in eine Fluchtkapsel, bevor die Station zerstört wird.
Auf dem Planeten Edumea angekommen, hilft er den Marines bei der Verteidigung des Planeten, muss bald darauf aber feststellen, dass die Seeker den Planeten mit einem riesigen Asteroiden angreifen wollen. Edumea wird daraufhin evakuiert und kurz darauf von dem Asteroiden zerstört. Gideon, der zu den wenigen Überlebenden gehört, nimmt die Einladung der Aurelian an, an Bord zu kommen.
Von den Aurelian erfährt er, dass in der Menschheit mystische Kräfte schlummern; zu deren Freilegung fängt Gideon daraufhin sein Training an und lernt so, Gegenstände mit der Kraft seiner Gedanken hochzuheben und Ähnliches. Als das aurelische Schiff beim aurelischen Heimatplaneten ankommt, wird es von einem Seeker-Raumschiff angegriffen. Da ihr eigenes Schiff unterlegen ist, entern die Aurelianer samt Gideon daraufhin das feindliche Schiff. Dieses vollzieht nach dem darauffolgenden Kampf auf dem Planeten eine Bruchlandung.
Nachdem sie den Planeten von den Seekern befreit haben, machen sie sich zum Galaktischen Rat auf, um dort für Beistand beim Kampf gegen die Seeker zu bitten, sowie selbige für ihre Verbrechen gegen die Menschheit zu bestrafen. Dort angekommen taucht ein Koroem auf, ein Mensch, der seine volle mystische Kraft entfaltet hat, der die Verantwortung für den Angriff der Seeker übernimmt und ihn in Auftrag gegeben hat. Es kommt daraufhin zu einem Kampf zwischen Gideon und dem Koroem.
Gideon gewinnt den Kampf durch Öffnen eines Portals, durch dessen Öffnung der Koroem getötet wird. Gideon selbst wird durch das Portal gesaugt und landet auf einem Eisplaneten, nach kurzem Marsch bricht er dort zusammen und wird von einem gehörnten Wesen gebeten, ihm zu folgen. Das Spiel endet mit diesem Cliffhanger.

## Entwicklungsgeschichte
Das Spiel war als erster Teil einer Trilogie geplant, eine PlayStation Portable Fortsetzung mit dem Namen Advent Shadow wurde jedoch wegen finanzieller Probleme eingestellt und Pläne zur Fortsetzung der eigentlichen Triology sind im Moment nicht bekannt.
Neben dem Spiel gab es auch eine fünfteilige Comic-Serie.
Nach dem Ende des offiziellen Spielesupports wurde ein Inoffizieller Patch, genannt Advent Revising, für das Spiel verfügbar. Dieser behob u. a. Probleme mit den Untertiteln, Framerate-Einbrüche beim Video-Playback, fehlende Inhalte und brachte eine Vielzahl weiterer Korrekturen ein.
Später wurde Advent Rising in der Digitalen Distribution über Steam verfügbar.

## Rezeption
Kritiken zu Advent Rising fielen gemischt aus. Insbesondere die Geschichte und Musik, sowie allgemein die cinematische Präsentation konnten begeistern, doch auf der technischen Seite hatte das Spiel mit Framerate-Einbrüchen, kleineren Problemen bei der Steuerung und Programmierfehlern zu kämpfen. Die Länge des Spiels wurde ebenfalls von einigen bemängelt.